# My Old, Familiar Friend
My Old, Familiar Friend è il quarto album da solista del cantautore statunitense Brendan Benson, pubblicato dall'etichetta discografica ATO Records il 18 agosto del 2009.

## Tracce
1. A Whole Lot Better
2. Eyes on the Orizon
3. Garbage Day
4. Gonowhere
5. Feel Like Taking You Home
6. You Make a Fool Out of Me
7. Posied and Ready
8. Don't Wanna Talk
9. Misery
10. Lesson Learned
11. Borrow
12. I'll Never Tell (bonus track su iTunes)